# Ruud Gullit
Ruud Gullit, né Rudi Dil, le 1er septembre 1962 à Amsterdam (Pays-Bas), est un footballeur international néerlandais devenu ensuite entraîneur. Il évoluait à de nombreux postes mais il était surtout milieu de terrain offensif. Sa carrière est marquée par l'obtention du ballon d'or 1987 et deux coupes d'Europe avec le Milan AC (1989 et 1990). Surnommé « la Tulipe Noire » en raison de ses origines afro-surinamiennes, Ruud Gullit forme avec ses coéquipiers au Milan AC et en sélection nationale Marco van Basten et Frank Rijkaard, un trio qui, en 1988, offre à l'équipe des Pays-Bas son tout premier titre en remportant l'Euro en Allemagne de l'Ouest.

## Biographie

### Les débuts
Ruud Gullit est le nom que Rudi Dil choisit de porter sur ses maillots de football, tout en gardant son état-civil de naissance dans la vie courante.
Fils de George Gullit, un professeur d'économie d'origine surinamienne et de Ria Dil, fonctionnaire au musée national, Ruud fait son apprentissage footballistique dans les rues de Jordaan, un quartier d'Amsterdam. Tout d'abord inscrit au Meerboys, il rejoint le DWS lorsque sa famille déménage dans les quartiers Ouest de la capitale néerlandaise. Continuant de jouer dans les rues en particulier avec Frank Rijkaard, dont le père a été en couple avec Ria Dil, la mère de Ruud. Quelques années plus tard, ils seront coéquipiers en club et en sélection.
Remarqué au sein du DWS, il est intégré dans les sélections nationales de jeunes où il côtoie, avec Frank Rijkaard, quelques futurs grands noms du football néerlandais : Erwin Koeman, Ronald Koeman ou Wim Kieft. Tous les cinq ont deux ans et demi d'écart au maximum (nés entre septembre 1961 et mars 1963).
En 1978, il signe son premier contrat professionnel pour le club de Haarlem, et fait ses débuts en Eredivisie à l'âge de 16 ans, devenant à ce moment-là, le plus jeune joueur de l'histoire la première division des Pays-Bas. De 1978 à 1982, Gullit dispute 91 matchs avec Haarlem, inscrit 32 buts et se révèle comme le meilleur joueur de l'équipe. Malgré cela, son palmarès reste vierge : Haarlem ne fera pas mieux que 4e en championnat avec Gullit (lors de la saison 1981/1982).

### La consécration
En 1982, Ruud Gullit rejoint le Feyenoord Rotterdam où il jouera aux côtés d'un certain Johan Cruyff. Repositionné milieu offensif, l'ancien libéro de Haarlem s'illustre particulièrement lors de la saison 1983/1984 et est nommé Footballeur néerlandais de l'année. Il fait cette année-là, coup double en remportant le championnat et la coupe de Pays-Bas. En 1985, il est transféré au PSV Eindhoven où il va véritablement asseoir son statut de star. De nouveau Footballeur néerlandais de l'année en 1986, il remporte aussi deux nouveaux championnats en 1986 et 1987 en marquant 22 buts cette année là et finissant ainsi 4e au classement des meilleurs buteurs. Avec ses dreadlocks et son physique athlétique, Gullit, gratifié du Ballon d'or 1987 ne passe pas inaperçu et est bientôt l'objet des convoitises des plus grands clubs européens.

### Les années milanaises
C'est le Milan AC qui réussit à faire signer la « Tulipe noire » en 1987, pour la seconde somme record à l'époque (derrière Maradona et son transfert du FC Barcelone au SSC Naples en 1984) de 17 millions de florins, 50 millions de francs français de l'époque (soit 7,7 millions d'euros). Le club lombard fera venir aussi deux autres grandes stars de l'Eredivisie: Marco van Basten la même année, et Frank Rijkaard en 1988. L'association de trois des meilleurs joueurs d'Europe à leur poste va se révéler particulièrement payant pour l'équipe italienne. Le trio produira à la fin des années 1980 et au début des années 1990, un jeu spectaculaire et impressionnant qui va permettre au Milan AC de dominer l'Europe du football. En 1989 et 1990, le Milan AC remporte par deux fois la Coupe d'Europe des Champions et la Supercoupe d'Europe. Au-delà des trophées, c'est la manière de gagner qui impressionne. Le Real Madrid est écrasé 5-0 en demi-finale de la Coupe d'Europe 1989 et le Steaua Bucarest encaisse un 4-0 en finale. Gullit marque deux fois ce soir-là.
Certes, l'équipe milanaise de l'époque compte en ces rangs, quelques-uns des meilleurs joueurs européens comme Franco Baresi ou Paolo Maldini, mais ce sont surtout les trois néerlandais qui occupent les positions primordiales. Gullit est le créateur, van Basten le finisseur et Rijkaard s'assure de la stabilité de l'équipe. 
Les blessures auront raison du trio néerlandais à partir de la saison 1992/1993. Même si Rijkaard reste un pion essentiel de l'équipe, Gullit et van Basten sont souvent blessés. Gullit qui n'arrive pas à retrouver son niveau de jeu, est progressivement écarté de l'équipe. Peu confiant pour son avenir au Milan AC, le néerlandais signe en 1993 pour la Sampdoria Gênes. Sous les couleurs de son nouveau club, il se distingue de manière si remarquable dès sa première saison, que le Milan AC va le resigner à l'issue de celle-ci. Néanmoins, cela ne durera pas et Gullit retournera à la Sampdoria au cours de la saison 1994/1995. 

### La fin de carrière
En 1995, en fin de contrat, le Néerlandais décide de s'expatrier dans la ligue anglaise (Premier League)et rejoint Chelsea FC, à l'époque modeste club de milieu de championnat. Malgré un bon parcours en Coupe d'Angleterre, Chelsea ne brille pas en championnat et le joueur n'apporte pas grand-chose au jeu des Blues. À partir de 1996, Gullit remplace Glenn Hoddle (nommé au poste de sélectionneur de l'équipe nationale d'Angleterre), au poste d'entraîneur de Chelsea, tout en continuant à jouer (de moins en moins) sur le terrain. Premier entraîneur non britannique à exercer dans la ligue anglaise, il permet à l'équipe de remporter la Coupe d'Angleterre en 1997. L'année suivante, malgré une quatrième place en championnat, Gullit est limogé de son poste d'entraîneur et en profite pour raccrocher des crampons qu'il ne mettait plus beaucoup à 35 ans.

### Carrière d'entraineur
L'ensemble des contrats d'entraineur de Ruud Gullit se terminent par une démission ou une rupture brutale. Ken Bates (Chelsea) écrit « je ne l'ai jamais apprécié ». Stéphane Guivarc'h (Newcastle) écrit : « Ruud Gullit, un imposteur ».

### En sélection nationale
Ruud Gullit fête sa première sélection en équipe nationale des Pays-Bas le 1er septembre 1981, jour de ses 19 ans, contre la Suisse (défaite 2-1). Peu chanceux avec les Oranje, il ne se qualifie ni pour la Coupe du monde 1982, ni pour l'Euro 1984 et non plus pour la coupe du monde 1986.

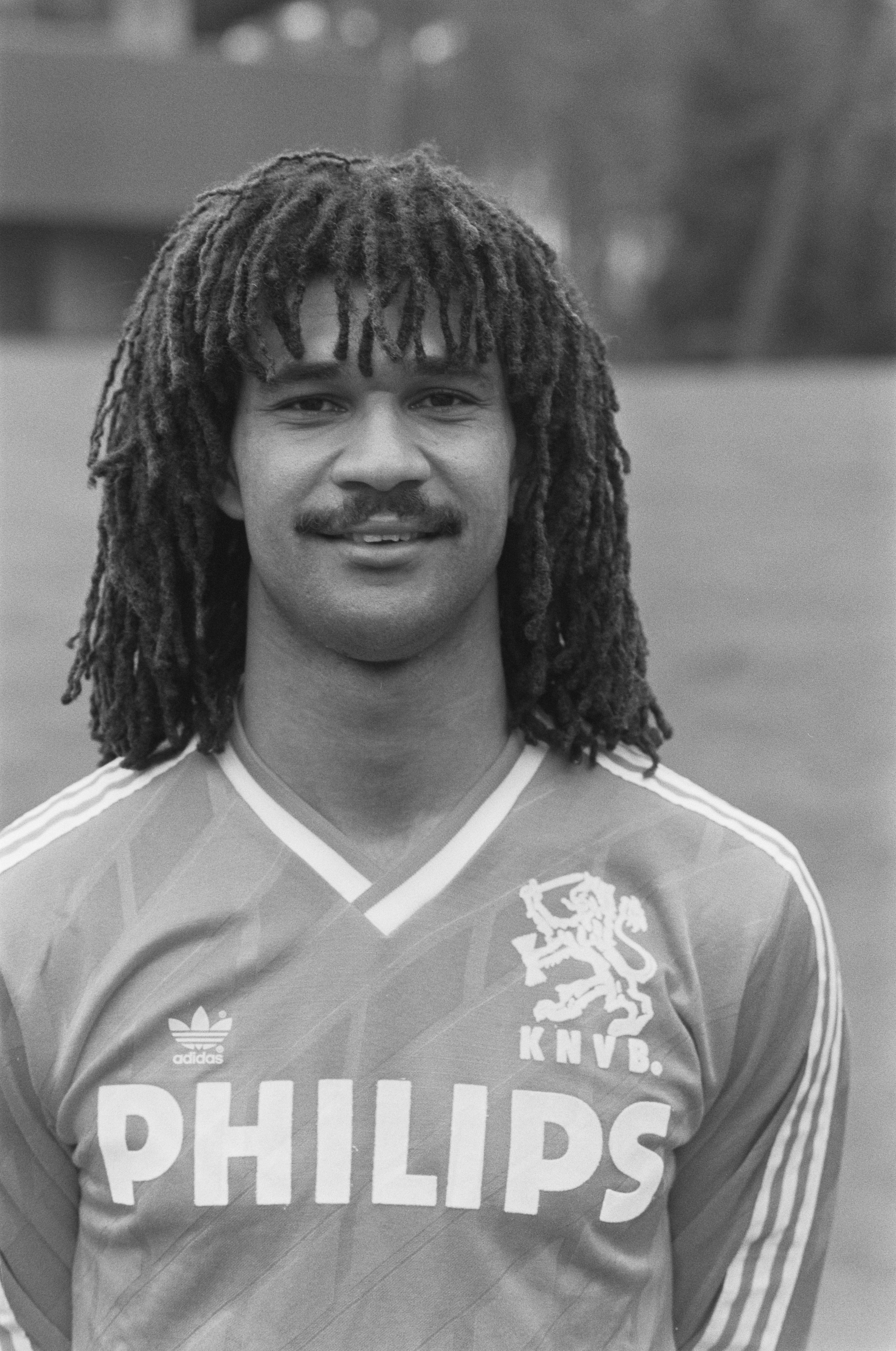
Ruud Gullit en sélection néerlandaise en 1988.

Qualifié en revanche pour l'Euro 1988 organisé en Allemagne, il est le capitaine d'une sélection néerlandaise composée de joueurs qui brillent en championnat. Parmi eux se trouvent ses futurs coéquipiers de Milan : van Basten et Rijkaard, mais aussi Ronald et Erwin Koeman. Malgré une défaite d'entrée contre l'URSS, les Néerlandais se ressaisissent et battent tour à tour l'Angleterre et l'Irlande. En demi-finale, ils sont opposés à l'Allemagne, pour ce qui s'annonce comme une revanche de la défaite en finale de la Coupe du monde 1974. Certains des protagonistes de la finale sont d'ailleurs encore présents quatorze ans après : Rinus Michels, qui occupait déjà le poste de sélectionneur des Pays-Bas et Franz Beckenbauer, qui est cette fois sélectionneur de l'équipe nationale d'Allemagne. Malgré certaines similarités entre le contexte des deux matchs (les Allemands comme en 1974 évoluent à domicile), le résultat sera cette fois favorable aux Pays-Bas qui éliminent leurs rivaux (2-1).
En finale, les Néerlandais retrouvent l'URSS qui les avait battus lors du premier tour. Gullit, qui n'avait toujours pas marqué lors de la compétition, inscrit de la tête le premier but du match. Ce but sera néanmoins quelque peu éclipsé par celui de van Basten, une reprise de volée considérée comme l'un des beaux buts de l'histoire. Vainqueur 2 à 0, les Pays-Bas remportent leur premier trophée international après les deux finales de Coupe du monde perdues en 1974 et 1978. Gullit est donc le premier capitaine néerlandais à soulever un trophée avec l'équipe nationale des Pays-Bas, et est à l'heure actuelle, toujours le seul. Il fut anobli par la Reine Beatrix grâce à son capitanat. 
Fort de ce titre européen, les Pays-Bas font posture de favori pour la Coupe du monde 1990. Cependant, rapidement, l'équipe orange fait état d'un niveau de jeu bien loin de ce qui était le sien deux ans auparavant. Gullit, diminué par une blessure au genou, malgré quelques fulgurances, se révèle assez transparent pendant ce tournoi. Qualifiés sans gloire pour les huitièmes de finale, les Pays-Bas retrouvent une nouvelle fois l'Allemagne, la nation rivale. Cette fois, ce sont les Allemands qui remportent un match marqué par les altercations entre Rudi Völler et Frank Rijkaard. 
Deux ans plus tard, lors de l'Euro 1992, les Néerlandais sont en bien meilleure forme pour tenter de conserver le titre gagné en 1988. Gullit, qui joue bien mieux que lors de la dernière Coupe du Monde, permet aux siens d'accéder en demi-finale contre le Danemark, invité surprise du tournoi. Alors que beaucoup prédisent une autre rencontre Allemagne - Pays-Bas en finale, les surprenants Danois éliminent les Néerlandais aux tirs au but. Le Danemark remportera d'ailleurs le tournoi.
Ce sera sa dernière compétition avec les Oranje. En querelle avec Dick Advocaat, nouveau sélectionneur des Pays-Bas depuis 1993, à propos de son positionnement sur le terrain, Ruud Gullit claque la porte de la sélection à la veille de la Coupe du monde 1994. Il ne jouera plus jamais avec les Pays-Bas. Son dernier match a eu lieu le 27 mai 1994 contre l'Écosse (victoire 3-1).

## Personnalité et profil du joueur
Ruud Gullit fut au temps de sa splendeur, l'un des plus dignes représentants du football total néerlandais. Milieu de terrain élégant au physique athlétique (1,91 m - 88 kg), tourné vers le jeu offensif, et maître de l'organisation du jeu, il était réputé pour ses frappes lointaines, ses longues chevauchées, son jeu de tête et sa vitesse.
Avec ses dreadlocks et son militantisme contre l'Apartheid, il fut aussi l'une des personnalités les plus marquantes du football. En 1987, il avait dédié son Ballon d'Or à Nelson Mandela, emprisonné en Afrique du Sud depuis 1965 à cause de l'Apartheid. Il était aussi musicien engagé et avait connu un certain succès aux Pays-Bas dans les années 1980 avec son groupe de reggae, Ruud Gullit And Revelation Time.
Il est consultant pour beIN Sports dès l'Euro 2016 en France.

## Carrière de joueur
- 1979-1982 : HFC Haarlem  Pays-Bas (126 matchs, 44 buts)
- 1982-1985 : Feyenoord Rotterdam  Pays-Bas (101 matchs ,40 buts)
- 1985-1987 : PSV Eindhoven  Pays-Bas (75 matchs, 54 buts)
- 1987-1993 : AC Milan  Italie (171 matchs, 56 buts)
- 1993-1994 : UC Sampdoria  Italie (41 matchs, 19 buts)
- 1994-oct. 1994 : AC Milan  Italie (9 matchs, 4 buts)
- nov. 1994-1995 : UC Sampdoria  Italie (22 matchs, 9 buts)
- 1995-fév. 1998 : Chelsea FC  Angleterre (51 matchs, 7 buts)
- 1979-1998 : Total carrière joueur (662 matchs, 251 buts) officiels[3]

## Carrière d'entraîneur
- 1996-fév. 1998 : Chelsea FC  Angleterre
- 1998-1999 : Newcastle United  Angleterre
- 2003-2004 :  Pays-Bas (moins de 19 ans)
- 2004 :  Pays-Bas (adjoint)
- 2004-2005 : Feyenoord Rotterdam  Pays-Bas
- nov. 2007-2008 : Galaxy de Los Angeles  États-Unis
- jan. 2011 - juin 2011 : Terek Grozny  Russie

## Palmarès

### En club
- Vainqueur de la Coupe Intercontinentale en 1989 et en 1990 avec le Milan AC
- Vainqueur de la Coupe d'Europe des Clubs Champions en 1989 et en 1990 avec le Milan AC
- Vainqueur de la Supercoupe d'Europe en 1989 et en 1990 avec le Milan AC
- Champion des Pays-Bas en  1984 avec le Feyenoord, en 1986 et en 1987 avec le PSV Eindhoven
- Champion d'Italie en 1988, 1992 et en 1993 avec le Milan AC
- Vainqueur de la Coupe des Pays-Bas en 1984 avec le Feyenoord
- Vainqueur de la Coupe d'Italie en 1994 avec la Sampdoria de Gênes
- Vainqueur de la Coupe d'Angleterre en 1997 avec Chelsea (en tant qu'entraîneur-joueur)
- Vainqueur de la Supercoupe d'Italie en 1988, en 1992 et en 1994 avec le Milan AC

### EnÉquipe des Pays-Bas
- 66 sélections et 17 buts avec les Pays-Bas entre 1981 et 1994
- Champion d'Europe des Nations en 1988
- Participation au Championnat d'Europe des Nations en 1988 (Vainqueur) et en 1992 (1/2 finaliste)
- Participation à la Coupe du Monde en 1990 (1/8 de finaliste)

### Distinctions individuelles
- Élu meilleur footballeur néerlandais de l'année en 1984 et en 1986
- Élu meilleur sportif néerlandais de l'année en 1987
- Élu Soulier d'Or du championnat des Pays-Bas en 1986
- Élu Ballon d'Or en 1987 par France Football
- Élu meilleur footballeur de l'année par World Soccer en 1987 et en 1989
- Élu meilleur footballeur de la saison selon l'UNICEF en 1987-1988
- Membre de l'équipe-type du Championnat d'Europe des Nations en 1988 et en 1992
- Membre de l'équipe-type PFA de Premier League en 1996
- Élu parmi les légendes Golden Foot en 2011
- Élu 2e au Ballon d'Or en 1988 par France Football
- Élu Onze d'Argent en 1988 et en 1989 par Onze
- Élu meilleur joueur de l'année de Chelsea en 1996
- Élu dans le Onze de Onze du magazine Onze en 1987, en 1988 et en 1989
- Membre du FIFA 100 en 2004
- Membre du Hall of Fame du Milan AC
- Introduit au Hall of Fame du football italien en 2017
- Élu 13e du Top 100 des meilleurs footballeurs européens 1954-2004